# Synagoge (Bruck)

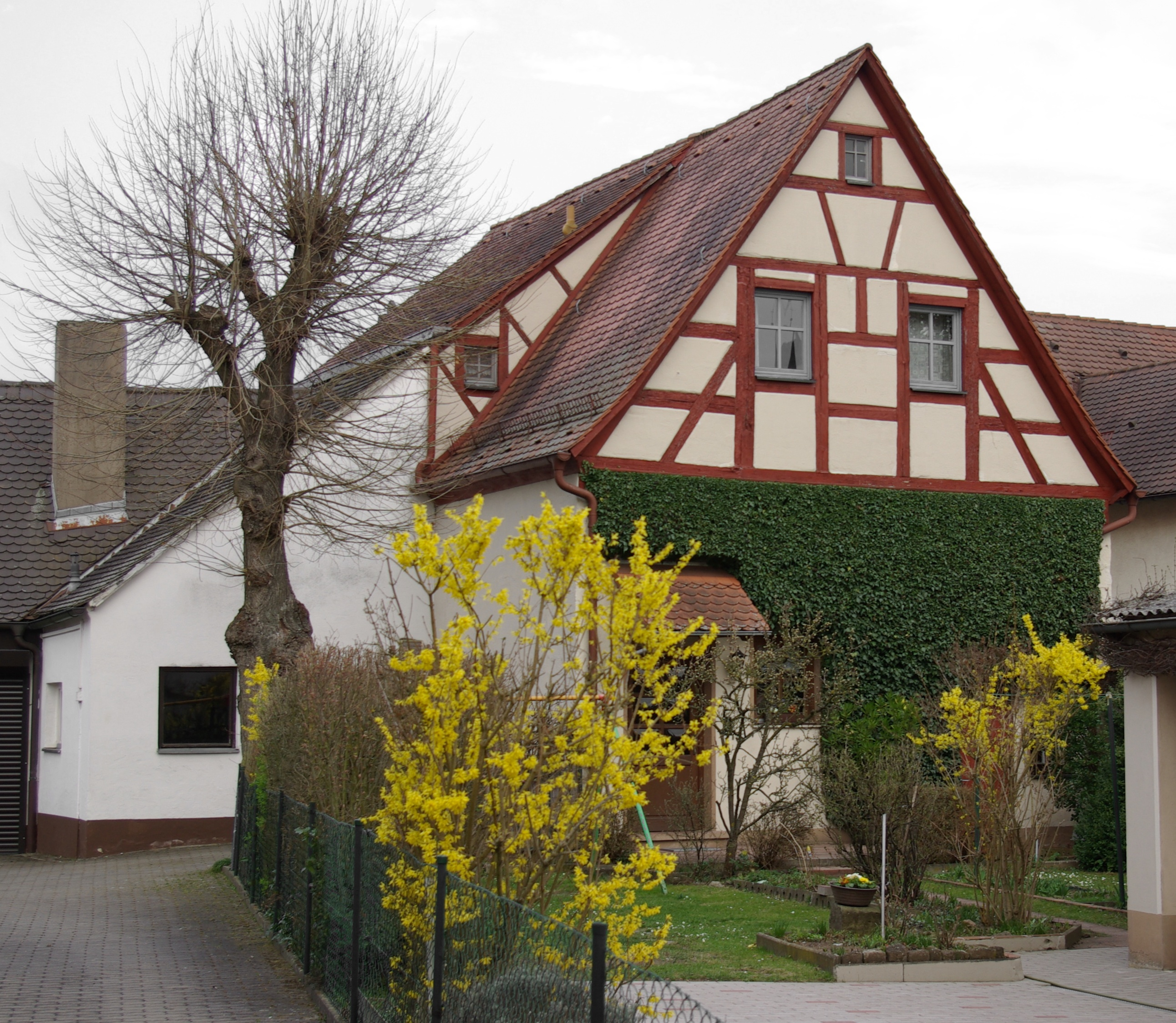
Ehemalige Synagoge in Bruck

Die Synagoge in der Schorlachstraße 23a in Bruck, einem Stadtteil von Erlangen in Bayern, wurde 1707 erbaut. Die profanierte Synagoge ist seit 1981 ein geschütztes Baudenkmal.

## Geschichte
Im Jahr 1707 gestattete Markgraf Christian Ernst der jüdischen Gemeinde in Bruck den Bau der Synagoge, die durch einen Kredit des markgräflichen Hoffaktoren Samson Salomon aus Baiersdorf finanziert wurde.
Durch Ab- und Auswanderung verringerte sich die Mitgliederzahl der jüdischen Gemeinde ab Mitte des 19. Jahrhunderts so stark, dass die Synagoge am 10. Mai 1876 an den Getreidehändler Georg Lederer verkauft wurde. Der nachfolgende Besitzer baute das Gebäude zu einer Scheune um.
Der Fachwerkbau mit Satteldach und zugesetzten Rundbogenfenstern an der Ostwand befindet sich auf dem rückwärtigen Teil des Grundstücks Schorlachstraße 23a. Das Gebäude wird heute für Lager- und Wohnzwecke genutzt, es ist umfassend renoviert worden.